# ナイトムーブス
『ナイトムーブス』（原題：Night Moves）は、1975年制作のアメリカ合衆国の映画。アーサー・ペン監督。ジーン・ハックマン主演。ハックマンは第29回英国アカデミー賞主演男優賞にノミネートされた（『フレンチ・コネクション2』と共に）。また、メラニー・グリフィスのデビュー作品である。

## あらすじ
ハリー・モーズビーはかつてアメフトのスター選手であったが、今は小口の仕事ばかりを請け負うしがない私立探偵に落ちぶれていた。
ある日、ハリーは元女優のアーリンから、巨額の報酬で失踪した16歳の娘デリーの行方を捜してほしいとの依頼を受ける。
ハリーは、デリーと関係のあったスタントマンのクエンティンを訪ねる。彼はデリーの義理の父トムが住むフロリダ沖の島にいるのではないかという。彼のスタントマン仲間のジーグラーに島の場所を教えてもらったハリーがその島に行くと、クエンティンの言葉通り、デリーはトムとその若い愛人ポーラと共にフロリダの小さな島にいた。
ハリーは自分の職業や目的を伝えずにボートでデリーとポーラを沖に連れ出すと、海底に沈んでいる小型飛行機の残骸を見つける。するとデリーは異常なほどにおびえ始め、ハリーと一緒に帰ることを承諾する。しかし、デリーはジーグラーの運転する車で帰る途中に事故で死んでしまう。
ハリーはこれが仕組まれた罠であることに気付き調査を開始、再び例の島に飛ぶと、トムとポーラが逃亡の準備をしていた。ハリーとトムは格闘を繰り広げた末、トムは死んでしまう。
ポーラは観念して、トムが密輸をやっていたことや、海底に沈んでいた飛行機に50万ドルの彫像が積まれていたことなどを白状する。
そして、ハリーとポーラが彫像を探していると、突如飛来してきた水上飛行機が襲ってくる。

## キャスト
| 役名                   | 俳優                     | 日本語吹替                        |
| 役名                   | 俳優                     | TBS版                             |
| ---------------------- | ------------------------ | --------------------------------- |
| ハリー・モーズビー     | ジーン・ハックマン       | 森川公也                          |
| エレン・モースビー     | スーザン・クラーク       | 谷育子                            |
| ポーラ                 | ジェニファー・ウォーレン | 小沢左生子                        |
| デリー                 | メラニー・グリフィス     | 佐藤由美子                        |
| ジョーイ・ジーグラー   | エドワード・ビンズ       | 村松康雄                          |
| ニック                 | ケネス・マース           | 兼本新吾                          |
| マーティ・ヘラー       | ハリス・ユーリン         | 西村知道                          |
| クエンティン           | ジェームズ・ウッズ       | 石丸博也                          |
| トム・アイヴァーソン   | ジョン・クロフォード     | 小林勝彦                          |
| アリン・アイヴァーソン | ジャネット・ウォード     | 公卿敬子                          |
| マーヴ・エルマン       | アンソニー・コステロ     | 徳丸完                            |
|                        | デニス・デューガン       |                                   |
| 不明 その他            |                          | 円福恵子                          |
| 日本語版スタッフ       |                          |                                   |
| 演出                   | 演出                     | 蕨南勝之                          |
| 翻訳                   | 翻訳                     | 佐藤一公                          |
| 効果                   | 効果                     | PAG                               |
| 調整                   | 調整                     | 横路正信                          |
| 制作                   | 制作                     | 東北新社                          |
| 解説                   | 解説                     | 荻昌弘                            |
| 初回放送               | 初回放送                 | 1980年3月3日 『月曜ロードショー』 |